# Siergiej Sarchoszew
Siergiej Abramowicz Sarchoszew (ros. Сергей Абрамович Сархошев; ur. 31 sierpnia?/13 września 1913 we wsi Arzni w prowincji Kotajk, zm. 6 stycznia 1991 w Erywaniu) – radziecki żołnierz, lejtnant, Bohater Związku Radzieckiego (1944).

## Życiorys
Urodził się w asyryjskiej rodzinie chłopskiej. Miał wykształcenie podstawowe, pracował w kołchozie, od 1937 mieszkał w Erywaniu, gdzie pracował jako malarz na budowie.
W maju 1941 został powołany do Armii Czerwonej, w październiku 1941 skierowany na front, walczył w 104. samodzielnym batalionie saperskim w 31 Dywizji Strzeleckiej na Froncie Południowym, Froncie Północno-Kaukaskim, Zakaukaskim, ponownie Północno-Kaukaskim, Południowo-Zachodnim, Stepowym, 3, 2 i 1 Ukraińskim jako saper i dowódca plutonu. Późną jesienią 1941 brał udział w operacji rostowskiej, w tym w wyzwalaniu Rostowa nad Donem 29 listopada 1941. Później brał udział w walkach na Północnym Kaukazie i na Kubaniu, a od 13 sierpnia do 22 września 1943 w operacji donbaskiej. W nocy na 29 września 1943 jako dowódca oddziału 104. samodzielnego batalionu saperskiego w 31 Dywizji Strzeleckiej w składzie 46. Armii i Frontu Południowo-Zachodniego w stopniu starszego sierżanta wyróżnił się przy forsowaniu Dniepru w rejonie wierchniednieprowskim w obwodzie dniepropetrowskim, gdzie zadał duże straty Niemcom. Od 23 października do 23 grudnia 1943 uczestniczył w operacji dniepropetrowskiej, w tym w wyzwalaniu Dnieprodzierżyńska i Dniepropietrowska, później w operacji korsuń-szewczenkowskiej (od 24 stycznia do 17 lutego 1944), operacji humańsko-botoszańskiej (od 5 marca do 17 kwietnia 1944), w tym w wyzwalaniu Humania, a od 20 do 29 sierpnia 1944 w operacji jasko-kiszyniowskiej, w tym w opanowywaniu Kiszyniowa. W 1944 skończył kursy młodszych lejtnantów i wrócił na front. Od 12 stycznia do 3 lutego 1945 uczestniczył w operacji sandomiersko-śląskiej, w tym w przełamywaniu niemieckiej obrony w rejonie wsi Grzymała w powiecie buskim (gdzie osobiście unieszkodliwił 25 min przeciwpancernych) i wyzwalaniu Bierutowa. Od 8 do 24 lutego 1945 brał udział w operacji dolnośląskiej, w tym w zdobywaniu Bolesławca, od 16 kwietnia do 6 maja 1945 w operacji berlińskiej, a od 6 do 12 maja 1945 w operacji praskiej. Swój szlak bojowy zakończył w Czechosłowacji, w lipcu 1946 został przeniesiony do rezerwy w stopniu lejtnanta.

## Odznaczenia
- Złota Gwiazda Bohatera Związku Radzieckiego (22 lutego 1944)
- Order Lenina (22 lutego 1944)
- Order Wojny Ojczyźnianej I klasy (11 marca 1985)
- Order Czerwonej Gwiazdy (dwukrotnie - 19 listopada 1942 i 26 stycznia 1945)
- Medal „Za Odwagę”